# Legio I Maximiana

Dibujo de escudo de la unidad Thebaei, según la Notitia Dignitatum.

La Legio I Maximiana (Primera legión «de Maximiano») fue una legión romana comitatensis, creada probablemente en el año 296 o 297 por el emperador Diocleciano.
La I Maximiana se formó junto con la II Flavia Constantia, para acuartelarse en la provincia de reciente creación, Thebaidos, en Egipto. La legión también es conocida como Maximiana Thebanorum o Thebaeorum («Legión maximiana de los tebanos»). Puesto que no hay incluida en la lista ninguna Legio I Maximiana acuartelada en Tebas en la Notitia Dignitatum, se interpreta la denominación de manera más amplia como de la Tebaida en general. El cognomen Maximiana tiene su origen en Maximiano, colega de Diocleciano. 
En 354, la Primera Maximiana estaba en Tracia, en las cercanías de Adrianópolis (moderna Edirne). Así que es probable que combatiera en la batalla de Adrianópolis, en 378, cuando el emperador Valente fue derrotado por los godos. Según la Notitia Dignitatum, la I Maximiana Thebanorum aún estaba bajo mando tracio (magister militum per Thracias) a comienzos del siglo V, mientras que la I Maximiana estaba en Filae (Egipto, al sur de Asuán), a cargo del dux Thebaidos.
Existe también una legión tebana puramente legendaria, en la hagiografía de san Mauricio del siglo V. Según esa tradición, esta (Prima Maximiana Thebanorum) fue una legión de Tebas a la que Maximiano ordenó trasladarse. Así a veces se la relaciona con la I Maximiana Thebanorum. Sin embargo, según la tradición, la legión tebana de san Mauricio fue martirizada en el año 286, mientras que la I Maximiana no se fundó hasta diez años más tarde. 